# Heading for Tomorrow
Heading for Tomorrow debitantski je studijski album njemačkog power metal sastava Gamma Ray. Album je 26. veljače 1990. objavila diskografska kuća Noise Records. Godine 2002. bio je ponovno objavljen s novim omotom, kao dio seta Ultimate Collection. Reizdana inačica albuma također je objavljena odvojeno od seta.

## Popis pjesama
Tekstovi i glazba: Kai Hansen, osim pjesme "Free Time", čiji je autor Ralf Scheepers, te "Look at Yourself", čiji je autor Ken Hensley. 
| 1.    | »Welcome« (instrumental)                    | 1:00  |
| 2.    | »Lust for Life«                             | 5:01  |
| 3.    | »Heaven Can Wait«                           | 4:23  |
| 4.    | »Space Eater«                               | 4:34  |
| 5.    | »Money«                                     | 3:40  |
| 6.    | »The Silence«                               | 6:20  |
| 7.    | »Hold Your Ground«                          | 4:48  |
| 8.    | »Free Time«                                 | 5:01  |
| 9.    | »Heading for Tomorrow«                      | 14:30 |
| 10.   | »Look at Yourself ↓f1« (obrada Uriah Heepa) | 4:42  |
| 53:59 |                                             |       |

| Bonus pjesme s reizdane inačice ↓f2 | Bonus pjesme s reizdane inačice ↓f2 | Bonus pjesme s reizdane inačice ↓f2 | Bonus pjesme s reizdane inačice ↓f2 | Bonus pjesme s reizdane inačice ↓f2 | Bonus pjesme s reizdane inačice ↓f2 | Bonus pjesme s reizdane inačice ↓f2 | Bonus pjesme s reizdane inačice ↓f2 | Bonus pjesme s reizdane inačice ↓f2 | Bonus pjesme s reizdane inačice ↓f2 |
| Br.                                 | Skladba                             | Autor                               | Trajanje                            |                                     |                                     |                                     |                                     |                                     |                                     |
| ----------------------------------- | ----------------------------------- | ----------------------------------- | ----------------------------------- | ----------------------------------- | ----------------------------------- | ----------------------------------- | ----------------------------------- | ----------------------------------- | ----------------------------------- |
| 11.                                 | »Mr. Outlaw«                        | Scheepers                           | 4:09                                |                                     |                                     |                                     |                                     |                                     |                                     |
| 12.                                 | »Lonesome Stranger«                 | Hansen                              | 4:57                                |                                     |                                     |                                     |                                     |                                     |                                     |
| 13.                                 | »Sail On«                           | Hansen                              | 4:25                                |                                     |                                     |                                     |                                     |                                     |                                     |
| 67:30                               |                                     |                                     |                                     |                                     |                                     |                                     |                                     |                                     |                                     |

## Zasluge
| Gamma Ray - Ralf Scheepers – vokali - Uwe Wessel – bas-gitara - Matthias Burchardt – bubnjevi - Kai Hansen – dodatni vokali (na pjesmama 5 i 9), gitara, produkcija Ostalo osoblje - Ralf Krause – inženjer zvuka - Karl-U. Walterbach – izvršna produkcija - Jörg Blank – naslovnica, fotografija | Dodatni glazbenici - Dirk Schlächter – bas-gitara (na pjesmi 5), dodatna bas-gitara (na pjesmi 6) - Tommy Newton – gitara (na pjesmi 8), miksanje - Tammo Vollmers – bubnjevi (na pjesmi 3) - Mischa Gerlach – klavijature - Fernando Garcia – prateći vokali - Joal – prateći vokali - Piet Sielck – prateći vokali, dodatne klavijature, inženjer zvuka |